# الصاوي شعلان
الصاوي علي محمد شعلان (1320 هـ- 1403 هـ/ 1902 - 1982) هو شاعر مصري.

## حياته
ولد في قرية سبك الأحد بمركز أشمون محافظة المنوفية، وتوفي في القاهرة. كفّ بصره في طفولته، فتولت زهرة القاضي تحفيظه القرآن الكريم، ثم تجويده على الشيخ سابق السبكي، ثم التحق بالأزهر عام 1918 وحصل على الشهادة الثانوية عام 1924.

## مسيرته
كان عضوا في لجنة الطلبة التنفيذية مندوباً عن الأزهر، فأدت مواقفه السياسية إلى الإخفاق في نيل شهادة العالمية، وهو طالب، ثم حصل عليها عام 1932، وقد تعلم اللغة الإنجليزية مما أتاح له الالتحاق بكلية الآداب - جامعة القاهرة - قسم اللغات الشرقية 1945 فأجاد اللغتين: الفارسية والأردية، ثم حصــل علــى دبلوم في الدراسات العليا من قسم اللغات الشرقية عام 1948.
- اشتغل معلماً للغة العربية في بعض المعاهد العليا.
- اشترك في عدد من الجمعيات الخيرية، ورأس لجانها الدينية والإعلامية.
- كان أول متحدث في الإذاعة المصرية فور إنشائها 1934في الشؤون الدينية.
- ألف لجنة لكتابة القرآن الكريم بطريقة «بريل» للمكفوفين، ورأس اللجنة.
- حصل على جائزة الشعر الأولى مناصفة مع الشاعر أحمد محرم في مهرجان بنك مصر 1936، كما نال وسام الاستحقاق من الطبقة الرابعة من الرئيس جمال عبد الناصر عام 1963، وعلى شهادة تقدير وميدالية فضية في يوم العمل الاجتماعي 1972.

كان يكتب ويقرأ بطريقة «بريل» ولما كانت أغلب الكتب المطبوعة بهذه الطريقة مكتوبة بالإنجليزية، فقد تعلمها حتى أتقنها ويرجع إليه في تصويب ومراجعة المطبوع بها.

## أعماله

### الإنتاج الشعري
- له ثلاثة دواوين:«الرسالة الأولى»، و« ينابيع الحكمة» - هيئة الكتاب 1989، و«من وحي الإيمان» (مخطوط).

### أعمال أخرى
له كتابان« الشعراء الخمسة»، و«حكمة الشرق»، وترجـم عـن الأردية والفارسية قصائد لمحمد إقبال، وسعدي الشيرازي، وجلال الدين الرومي، وفريد العطار، وطاغور، ونذر الإسلام شاعر البنغال، وترجم عن الإنجليزية قصائد لشكسبير، و«الآن ماذا نصنع يا أمم الشرق؟» - كتاب لمحمد إقبال (مخطوط)، كما كتب عدداً من المقالات.
نظم الشاعر في أكثر موضوعات الشعر المتداولة: الوجدانيات، والإسلاميات، والوطنيات، والمراثي.. كما كتب شعرًا للأطفال. وإذا كان عبد الوهاب عزام يقول عن ترجمته لشعر إقبال إن «الذي قرأ شعر إقبال بالأردية، وعانى ترجمة الشعر نظماً، يعجب كل الإعجاب بمقدرة المترجم»، فإن هذا يتضمن الإشادة بقدرته على التوصل لدقائق المعاني وطرائف الصور، وهذه مقدرة عامة سائدة في شعره، فلديه قدرة على التحليل والاستقصاء وعرض الأحاسيس والمشاعر في عذوبة ودقة وسهولة تأخذ بالألباب، تجعل من الشعر الذي اختاره ليترجمه كأنما هو نابع من ذاته، معبر عن انفعالاته.